# مسجد جامع دستگرد
مسجد جامع دستگرد مربوط به دوره صفوی - دوره قاجار است و در برخوار و میمه، بعد از امامزاده، جنب شهرداری قدیم واقع شده و این اثر در تاریخ ۳۰ تیر ۱۳۸۴ با شمارهٔ ثبت ۱۲۱۱۷ به‌عنوان یکی از آثار ملی ایران به ثبت رسیده است.